# Gaston Barreau
Gaston Barreau (ur. 7 grudnia 1883 w Levallois-Perret, zm. 11 czerwca 1958 tamże) – piłkarz francuski grający na pozycji pomocnika. W swojej karierze rozegrał 12 meczów w reprezentacji Francji.

## Kariera klubowa
W swojej karierze piłkarskiej Barreau grał w takich klubach jak: FEC Levallois (1898–1907 i 1909–1919), Standard AC (1907–1908) oraz Club Français (1908–1909).

## Kariera reprezentacyjna
W reprezentacji Francji Barreau zadebiutował 30 kwietnia 1911 roku w przegranym 1:7 towarzyskim meczu z Belgią. W kadrze narodowej od 1911 do 1914 roku rozegrał 12 meczów.

## Kariera trenerska
Po zakończeniu kariery piłkarskiej Barreau został trenerem. Był selekcjonerem reprezentacji Francji, którą poprowadził w 1938 roku na mistrzostwach świata. Na tym turnieju Francja pokonała 3:1 w 1/8 finału Belgię i przegrała 1:3 w ćwierćfinale z Włochami.